# Бора (ветер)
Бо́ра́ (итал. bora, от греч. βορέας — северный ветер; «борей» — холодный северный ветер) — сильный, холодный, порывистый местный ветер, возникающий в случае, если поток холодного воздуха встречает на своём пути возвышенность; преодолев препятствие, бора с огромной силой обрушивается на побережье. Вертикальные размеры боры — несколько сотен метров. Затрагивает, как правило, небольшие районы, где невысокие горы непосредственно граничат с морем.

## Известные примеры
В России особенно сильны боры Новороссийской и Геленджикской бухт, где имеют северо-восточное направление (отсюда и называются в обиходе «норд-ост») и дуют более 40 дней в году, Новой Земли, берегов Байкала (сарма возле пролива Ольхонские ворота), чукотского города Певек (т. н. «южак»). В Европе наиболее известны боры Адриатического моря, — в районе городов Триест, Риека, Задар, Сень и др. В Черногории, Сербии и Хорватии ветер называют бу́ра. Сходны с борой: ветер «норд» в районе Баку, мистраль на Средиземноморском побережье Франции от Монпелье до Тулона, «нортсер» в Мексиканском заливе. Продолжительность боры — от суток до недели. Суточный перепад температур во время боры может достигать 40 °C.

## Природа и характер явления
Бора возникает в Новороссийске и на побережье Адриатики в тех случаях, когда холодный атмосферный фронт подходит к прибрежному хребту с северо-востока. Холодный атмосферный фронт сразу же переваливает через невысокий прибрежный хребет. Под воздействием силы гравитации холодный воздух стекает по склону горного хребта, при этом приобретая большую скорость; к барическому градиенту присоединяется сила тяжести холодной воздушной массы, что создаёт большие нисходящие составляющие скорости ветра.
Перед появлением боры у вершин гор можно наблюдать густые облака, которые жители Новороссийска и Геленджика называют «борода». Первоначально ветер крайне неустойчив, меняет направление и силу, но постепенно приобретает определённое направление и очень высокую скорость — до 60 м/с на Маркотхском перевале близ Новороссийска (в 1928 году был зарегистрирован порыв ветра в 80 м/с.) В среднем скорость ветра при боре достигает в районе Новороссийска зимой более 20 м/с. Падая на поверхность воды, этот нисходящий поток вызывает штормовой ветер, вызывающий сильное волнение на море. При этом резко понижается температура воздуха, которая перед началом боры была над тёплым морем достаточно высокой.
Иногда бора вызывает значительные разрушения в прибрежной полосе. На море ветер способствует сильному волнению — большие волны затапливают берега и также приносят разрушения, а при сильных морозах (в Новороссийске порядка −20…−24 °C) они застывают, и образуется ледяная корка (на Адриатике единственное место, где образуется ледяная корка, — это город Сень). Иногда бора ощущается и далеко от берега — на Чёрном море на 10-15 километров вглубь моря, а на Адриатике при некоторых синоптических положениях охватывает значительную часть моря.
Кордайский ветер Чуйской долины имеет схожую природу. Максимальная скорость летом — 28 м/с, весной и осенью — 34 м/с. Зимой в период господства сибирского антициклона и движений северо-западных потоков холодного воздуха в направлении вдоль горного перевала, отмечается наибольшее усиление Кордайского ветра. Скорость ветра в этот период достигает 40 м/с (144 км/час). Природа данного явления легко объяснима. Именно зимой сильный, холодный, порывистый местный кордайский ветер возникает когда поток холодного воздуха Сибирского антициклона, встречает на своём пути возвышенность, заполняет чашу у её северного склона со стороны Алматинской области, а затем преодолевая невысокое препятствие у перевалов Чу-Илийских гор, с огромной силой обрушивается на более тёплую Чуйскую долину. Кордайский ветер, как и бора, разновидностью которого он и является, дует в течение 2—4 дней, иногда 10—15 дней.

## Виды боры
Различают чёрную и белую бору. Чёрная бора (в Хорватии её называют скура) — это вид боры, возникающий на побережье при прохождении циклона по морю. В тылу циклонического вихря возникают северо-восточные ветры, которые усиливаются при обрушении потока с подветренных склонов гор на берегу моря. Ветер сопровождается осадками (чаще всего в виде дождя, но иногда в виде снега) и мощной облачностью нижнего яруса. Этот ветер проявляется исключительно зимой как результат прохождения очень глубокого генуэзского циклона над южной частью Адриатического моря. В это время над южной Адриатикой идут дожди и дует южный ветер юго, а из-за низкого давления в своем центре циклон «всасывает» воздушные массы с севера. Однако при этом нет спасительного и здорового прояснения.
Белая бора возникает при антициклоне, при сильном северо-восточном ветре. При белой боре нет осадков, обычно ясное небо, но сила ветра как правило больше, чем при чёрной боре. Такая бора «очищает» воздух, уменьшает влажность. Именно когда дует этот вид боры, в Далмации вывешивают на открытый воздух и солят пршут.
Разновидностями боры являются трамонтана и сарма.

## В художественной литературе
- А. Куприн «Листригоны».

Бора — иначе норд-ост — это яростный таинственный ветер, который рождается где-то в плешивых, облезших горах около Новороссийска, сваливается в круглую бухту и разводит страшное волнение по всему Чёрному морю. Сила его так велика, что он опрокидывает с рельсов груженые товарные вагоны, валит телеграфные столбы, разрушает только что сложенные кирпичные стены, бросает на землю людей, идущих в одиночку. В середине прошлого столетия несколько военных судов, застигнутых норд-остом, отстаивались против него в Новороссийской бухте: они развели полные пары и шли навстречу ветру усиленным ходом, не подаваясь ни на вершок вперед, забросили против ветра двойные якоря, и тем не менее их сорвало с якорей, потащило внутрь бухты и выбросило, как щепки, на прибрежные камни. Ветер этот страшен своей неожиданностью: его невозможно предугадать — это самый капризный ветер на самом капризном из морей.

- В повести Николая Дубова «Беглец» норд-ост упоминается в диалоге:

— Я сознательно так ставлю, — сказал Виталий Сергеевич, — чтобы была защита от солнца.

— А задует норд-ост и сорвет. В два счета.

— В самом деле? — забеспокоился Виталий Сергеевич. — Он часто бывает?

— Ну, летом когда-никогда, — сказал дед, — осенью, зимой — дело другое…

- Г. Успенский, посетивший Новороссийск в 1886 году и испытавший на себе норд-ост, так описывал его в очерке «Весёлые минуты»:

Это — бухта. Она действительно похожа на котёл и кипит, как котёл на огне, когда здесь свирепствует норд-ост… Порожняки-извозчики, переезжая в такие бурные дни через горы, наполняют свои фургоны и тележки камнями, иначе ветер снесёт их в овраг, перевернёт и изобьёт как ему угодно. Иной раз бывает такая «шторма», — говорил мне сторож на пристани Русского общества пароходства, — не приведи бог, по целым неделям не заходят пароходы: не пускает буря и якорь не держит: дно каменистое, не за что зацепить.

- В повести Константина Паустовского «Чёрное море» встречается описание новороссийской боры, историческая справка и способ её «уничтожения».

Впервые наши моряки узнали, что такое черноморская бора, в 1848 году. Это было через десять лет после основания на берегу Цемесской бухты, у подножия тёмных и безлесных гор, Новороссийского укрепления.
Как начинается бора? Над голым хребтом Варада показываются белые клочья облаков. Они похожи на рваную вату. Облака переваливают через хребет и падают к морю, но никогда до него не доходят. На половине горного склона они растворяются в воздухе.
Первые порывы ветра бьют по палубам кораблей. В море взвиваются смерчи. Ветер быстро набирает полную силу, и через два-три часа жестокий ураган уже хлещет с гор на бухту и город.
Он подымает воду в заливе и несёт её ливнями на дома. Море клокочет, как бы пытаясь взорваться. Ветер швыряет увесистые камни, сбрасывает под откосы товарные поезда, свёртывает в тонкие трубки железные крыши, качает стены домов.
— Ну как? — спросил Юнге. — Вы не догадываетесь, какую пустяковую вещь надо проделать, чтобы уничтожить бору?
Гарт пожал плечами.
— Очень просто, — сказал Юнге. — Надо прорыть у подошвы хребта два-три туннеля. Они дадут постоянный и незаметный сток холодного воздуха из долины в бухту, и бора кончится на вечные времена. Напишите о боре так, как вы умеете писать о всяческих невероятных происшествиях. Нанесите удар по нелепостям природы. Мы добьёмся, что туннели пророют. На одном из них будет высечено ваше имя и надпись над ним: «От благодарных моряков всего мира».
- Мишель, «Человек и апокалипсис» (2018), ISBN 978-5-4490-1921-9
- Джанни Родари в рассказе «Бухгалтер и бора», описывая триестскую бору, придавал ей свойство поднять в воздух человека, хотя жители Триеста считали это выдумкой:

Может быть, это только так кажется, потому что я вспоминаю сейчас бухгалтера Франческо Джузеппе Франца — того самого знаменитого бухгалтера Франца, которого унесла бора. Бора — это сильный северный ветер, который часто дует в Триесте. Он сильнее и быстрее курьерского поезда, идущего на полной скорости.
[…]
Разумеется, в Триесте ему тоже не поверили.
— Унесен борой? Да бросьте вы сказки рассказывать! Уж я скорее поверю, что осёл полетел по воздуху.
— Можно проверить на опыте, — предложил бухгалтер. — Могу показать, как это случилось.